# Микрохори
Микрохори је насељено место у општини Кавала у периферији Источна Македонија и Тракија, Грчка. Према попису из 2021. године било је 73 становника.
Микрохори је некада била Горња махала села Дато (Берекегли) настањена турским становништвом. Године 1924. турско становништво је принудно исељено у Турску а на њихово место су насељене грчке избеглице из Турске. Први пут се помиње као посебно насеље на попису из 1961. година са 128 становника.